# Királynék völgye 43
A Királynék völgye 43 (QV43) ókori egyiptomi sír a Királynék völgyében. Széthherkhopsef herceg, III. Ramszesz fáraó egyik fiának sírja. A herceg nem temetkezett a sírba, mert fivérei és unokaöccsei halála után VIII. Ramszesz néven trónra lépett, és a Királyok völgyében készült új sír a számára, bár ezt még nem sikerült teljes bizonyossággal azonosítani.

## Leírása
A sír egyenes tengelyű. A bejárat után két folyosó követi egymást, a második után következik a sírkamra, melyből baloldalt és hátul egy-egy oldalkamra nyílik. A Királynék völgye többi hercegi sírjához hasonlóan itt is a fáraó kíséri fiát a sír jelenetein. Az első folyosó bal oldalán Ptah, Geb, Anubisz, Ré-Harahti, Ízisz és Nebethet előtt láthatóak, a jobboldalin Szahmet, Ptah-Szokar, Maat, Ozirisz, Neith és Neszeret előtt. A második folyosóra Ízisz és Nebethet közt vezet az átjáró, mely fölött szárnyas napkorong látható. A folyosó bal oldalán négy jelenet látható: a herceg és apja Ozirisz, Su és Sepsz előtt láthatóak, az utolsó jelenet kettejüket ábrázolja. A jobb oldalon egy jelenetben a Hórusz-fiak, egyben Atum előtt láthatóak, az utolsó jeleneten ismét csak ketten.
A sírkamra bejárata fölött ismét szárnyas napkorong, kétoldalt Amentet és Szelket alakja látható. Belülről az ajtó egyik oldalán sakál- és oroszlán, a másikon Nebneri és Herimaat szerepel. A baloldali oldalkamra két oldalán a király füstölővel, illetve Hememet és Taweret. Maga az oldalkamra díszítetlen. A vele szembeni falon a herceg és a király jogarral látható Ré-Harahti és Meretszeger előtt. A hátulsó kamra bejáratának két oldalán páviánok, majom íjjal a kezében és fölöttük egy sólyom, illetve a herceg és a király füstölővel és italáldozattal. A hátulsó kamra két oldalán démonok, hátsó falán Ozirisz két ábrázolása látható.
A sírból előkerült egy osztrakon, amely Széthherkhopsef herceget adoráló pózban ábrázolja; ma a torinói Egyiptomi Múzeumban található.